# Идиосинкразия
Идиосинкрази́я (от др.-греч. ἴδιος «своеобразный, особый, необычайный» и σύγκρασις «смешение») — генетически обусловленная реакция, возникающая у некоторых людей в ответ на определённые неспецифические (в отличие от аллергии) раздражители. В основе идиосинкразии лежит врождённая повышенная реактивность и чувствительность к определённым раздражителям или реакциям, возникающая в организме в результате повторных слабых воздействий некоторых веществ и не сопровождающаяся выработкой антител.
В настоящее время термин используется редко; его основное современное значение близко к понятию ферментопатия, так как болезненные проявления часто связаны с недостаточностью определённых звеньев обмена веществ в условиях той или иной внешней нагрузки.

## Идиосинкразия и аллергия
Идиосинкразия отличается от аллергии ещё и тем, что может развиваться и после первого контакта с раздражителем (небелковые соединения, не обладающие свойствами аллергенов; компоненты пищевых продуктов — рыба, икра, яйца, крабы, молоко, земляника и др.; лекарства — амидопирин, антибиотики, сульфаниламиды и др.; запах различных животных). Провоцируют идиосинкразию многие физические факторы — инсоляция, охлаждение, травма. Вскоре после соприкосновения с раздражителем появляется головная боль, повышается температура, иногда возникают психическое возбуждение, расстройства функции органов пищеварения (тошнота, рвота, понос), дыхания (одышка, насморк и др.), отёк кожи и слизистых оболочек, крапивница. Эти явления, вызванные нарушениями кровообращения, увеличением проницаемости сосудов, спазмами гладкой мускулатуры, обычно вскоре проходят, но иногда продолжаются несколько дней. Перенесённая реакция не создаёт снижения уровня чувствительности к повторному действию агента.

## Лечение
Предупреждение дальнейших контактов с непереносимым раздражителем, снижение повышенной реактивности организма. 